# Antiblemma trova
Antiblemma trova là một loài bướm đêm trong họ Erebidae.